# Solanecio gigas
Solanecio gigas là một loài thực vật có hoa trong họ Cúc. Loài này được (Vatke) C.Jeffrey miêu tả khoa học đầu tiên năm 1986.